# Black Bottom
Black Bottom (schwarzer Hintern) ist ein US-amerikanischer Gesellschaftstanz der zwanziger Jahre des 20. Jahrhunderts.
Der Black Bottom entwickelte sich in der afro-amerikanischen Bevölkerung der USA aus dem Charleston. Als Entstehungsjahr gilt 1926. In diesem Jahr schrieb Ray Henderson auch seinen gleichnamigen Jazzstandard.
Der Black Bottom wurde zu Jazzmusik im synkopiertem Viervierteltakt getanzt. Charakteristisch sind stampfende Schritte, starke Vor- und Rückwärtsbewegungen des Beckens und vor allem das Vorstrecken und Aneinanderstoßen (bump) des Gesäßes – das dem Tanz seinen Namen gab. Als bekannte Interpretin von Black-Bottom-Nummern gilt Ma Rainey, der der Dramatiker August Wilson 1984 das Stück Ma Rainey's Black Bottom widmete.
Mit seiner unverhohlen sexuellen Symbolik galt der Black Bottom als provokant und anstößig. Er hat sich als Modetanz nur kurze Zeit gehalten.